# Маунт-Вернон (Техас)
Маунт-Вернон (англ. Mount Vernon) — місто (англ. town) в США, в окрузі Франклін штату Техас. Населення — 2491 особа (2020).

## Географія
Маунт-Вернон розташований за координатами 33°10′39″ пн. ш. 95°13′28″ зх. д. / 33.17750° пн. ш. 95.22444° зх. д. (33.177431, -95.224447).  За даними Бюро перепису населення США в 2010 році місто мало площу 9,55 км², з яких 9,51 км² — суходіл та 0,04 км² — водойми. В 2017 році площа становила 11,37 км², з яких 11,13 км² — суходіл та 0,24 км² — водойми.

## Демографія
Згідно з переписом 2010 року, у місті мешкали 2662 особи в 1015 домогосподарствах у складі 684 родин. Густота населення становила 279 осіб/км².  Було 1153 помешкання (121/км²).
Расовий склад населення:
| - 75,7 % — білих - 12,0 % — чорних або афроамериканців - 1,1 % — корінних американців - 0,6 % — азіатів - 0,1 % — вихідців з тихоокеанських островів - 7,9 % — осіб інших рас |

До двох чи більше рас належало 2,6 %. Частка іспаномовних становила 14,7 % від усіх жителів.
За віковим діапазоном населення розподілялося таким чином: 29,5 % — особи молодші 18 років, 54,7 % — особи у віці 18—64 років, 15,8 % — особи у віці 65 років та старші. Медіана віку мешканця становила 33,3 року. На 100 осіб жіночої статі у місті припадало 85,0 чоловіків;  на 100 жінок у віці від 18 років та старших — 76,2 чоловіків також старших 18 років.
Середній дохід на одне домашнє господарство  становив 45 721 долар США (медіана — 35 781), а середній дохід на одну сім'ю — 55 136 доларів (медіана — 48 000). За межею бідності перебувало 27,2 % осіб, у тому числі 42,3 % дітей у віці до 18 років та 14,4 % осіб у віці 65 років та старших.
Цивільне працевлаштоване населення становило 1010 осіб. Основні галузі зайнятості: освіта, охорона здоров'я та соціальна допомога — 26,7 %, роздрібна торгівля — 21,7 %, будівництво — 10,2 %, публічна адміністрація — 8,4 %.